# 格羅斯文特人
格羅斯文特人（英文：Gros Ventre；來自法语，指「大肚子」），也叫阿特塞納人（Atsina），是一个在历史上講阿尔冈昆語的北美平原原住民部落，位于蒙大拿州中北部。今天，格羅斯文特人加入了蒙大拿州贝尔纳普堡保護區的印第安社區，一個有3,682名注册成员的联邦政府认可的部落，裡面也包括了阿西尼博因人或納科達人，格羅斯文特人的古老敌人。贝尔纳普堡印第安人保護區是在蒙大拿州的最北部，小镇哈莱姆的南面。

## 名称
部落的自稱（音譯為「A'aninin」、「Aaniiih」、或「Haaninin」）指“白色粘土的人”。
法文使用了Gros Ventre，这來自他们肢體语言的错误解讀。他们原本被称为「大草原的格羅斯文特人」，而希達沙族也一度被称为「密苏里州的格羅斯文特人」。
派岗黑脚人，格羅斯文特人的傳統敌人，称他們为，意为“蛇”。根据派岗研究所，现代的派岗人稱格羅斯文特人為「Assinee」，意思是“大肚子”，这类似于法國人翻译错误而成的標签。“Atsina”，派岗人的词，可譯成“有膽的人”或“像一个克里族”。還需要进一步去厘清這名称。格羅斯文特人分裂後，阿拉帕霍人认为他们低劣，叫他们，意思是“乞丐”。 其他解释還有「饥饿」、「瀑布」和「大肚子」。

## 历史
據信格羅斯文特人早在3000年前已經生活在五大湖区西部，採取农业生活方式，培育玉米。他们与阿拉帕霍人的祖先形成一个单一的、大型的阿尔冈昆语民族，生活在今天明尼蘇達州北部的红河谷和加拿大马尼托巴省。他们与夏安族的祖先密切相关。他们的語言是现已近乎灭绝的格羅斯文特语，與阿拉帕霍語类似，同屬平原阿尔冈昆语言，因此一同劃入一个阿拉帕霍语言（阿拉帕霍-阿特塞納）。有證據表明，與北阿拉帕霍派系一起的南方部落群體Staetan，使用了Besawunena方言，該方言近至1920年代末期在北阿拉帕霍之中仍有使用者。

### 18世纪
在18世纪初，這個大部落一分為二，形成格羅斯文特人和阿拉帕霍人。他們與夏安族都是最后一批迁移到蒙大拿州的民族，欧及布威族的压力驅使了他們作出此遷移。他们迁移到蒙大拿州之后，阿拉帕霍人南遷到怀俄明州和科罗拉多州的区域。与格羅斯文特人和阿拉帕霍人一起迁移的夏安族也开始迁移。据报道，格羅斯文特人生活在两个南部與北部的部落集团，分別是所谓的「Fall印第安人」（加拿大或北方集团，「Hahá-tonwan」）有260個帐篷（2 500人），遊走於密苏里河和弓河之间，並与上萨斯喀彻温河的西北公司交易，以及所谓的「Staetan部落」（美國或南方集团）有40个帐篷（400人）與其他派系（这将成为以后的北阿拉帕霍人）緊密一起生活和在北普拉特河的支流卢普河的源头漫游。
格羅斯文特人在18世纪中叶獲得了马。已知最早格羅斯文特人与白人接触的時間是大概1754年间，在萨斯喀彻温河的南北岔口之間。大约當時，天花严重降低了他们的人口。大約1793年，為了应对装备精良的克里族和阿西尼博因人的攻击，有一大群格羅斯文特人焚烧了两個位於今薩斯喀徹溫省的哈德逊湾公司貿易站，因為它們向前兩者提供了枪械。

### 19世纪
1832年，格羅斯文特人與德国探险家兼博物学家马克西米利王子進行了联系。伴隨著自然画家卡尔·博德默，欧洲人画下了格羅斯文特人的肖像画並记录他們与格羅斯文特人在蒙大拿州密苏里河附近的会议。

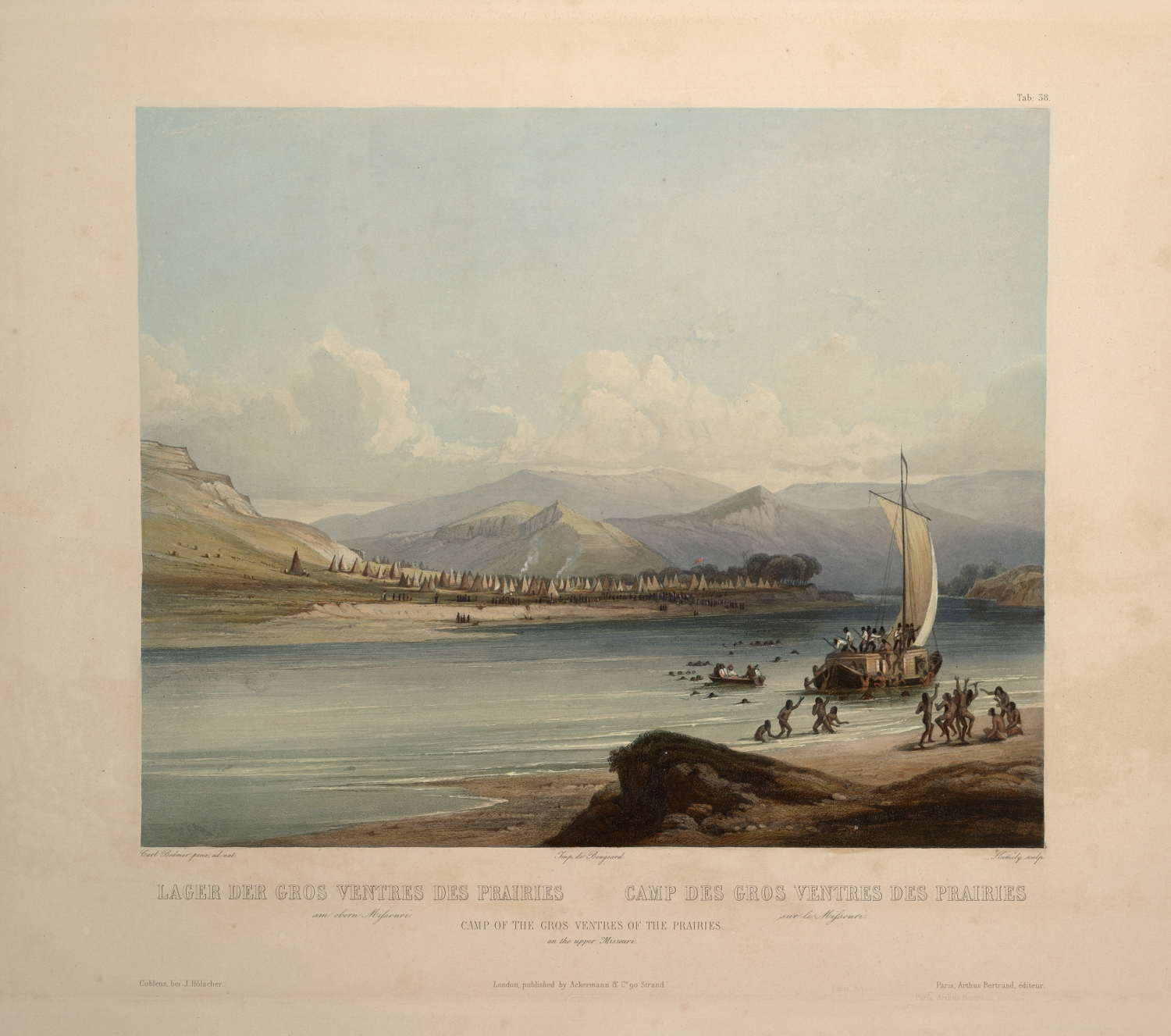
《Camp of the Gros Ventres of the Prairies on the upper Missouri.》（约1832年）：卡尔·博德默的畫作，來自书本《Maximilian, Prince of Wied’s Travels in the Interior of North America, during the years 1832–1834》

格羅斯文特人曾加入黑脚联盟。加入聯盟后，格羅斯文特人遷移到蒙大拿州中北部和加拿大南部。1855年，华盛顿领地总督艾萨克·史蒂文斯缔结了一份条约，以締造美国和黑脚、平头和內茲珀斯部落之间的和平。作為黑脚联盟的一員，格羅斯文特人签署了该条约，其鄰近三岔口的领土成为平头族、內茲珀斯人、库特奈人和克罗印第安人的一个共同狩猎场。在北部的密苏里河上的佩克堡印第安人保護區一个共同的狩猎地上包括了阿西尼博因人和苏族。在1861年，格羅斯文特人离开了黑脚联盟。
格羅斯文特人與克罗人结盟與黑脚人战斗，但是在1867年，他们被打败了。
在1868年，美国政府在牛奶河上的克里克人溪口附近设立了一个貿易站，名為布朗宁堡（Fort Browning）。这个貿易站是为格羅斯文特人和阿西尼博因人而設，但因为它座落於苏族喜欢的狩猎地，就於1871年被遗弃。然后，政府建立了贝尔纳普堡（Fort Belknap），位於牛奶河南侧，距離現在的蒙大拿州哈莱姆城鎮西南約一英里。贝尔纳普堡是个变电站，有一半部分是一个貿易站。一個街區的房子座落在栅栏门的左边，而右边則是一个仓库和一個宣政大楼，部落從中收到他們的口糧和年金貨物。
1876年，該堡壘停止了，要在當地接收年金貨物的格羅斯文特人和阿西尼博因人被指示去佩克堡和沃爾夫波因特的代理機構。阿西尼博因人不反對去沃爾夫波因特並且隨時遷走，但格羅斯文特人不肯去。如果他们这么做，他们将接触到不能与他们和平共處的苏族。他们寧願喪失年金也不遷入佩克堡。1878年，贝尔纳普堡机构重新设立，而格羅斯文特人和剩余的阿西尼博因人再次獲允许在該堡接收用品。
白鹰，“最后一个主要的格羅斯文特人酋長”在1881年2月9日死於“朱迪河的河口”。

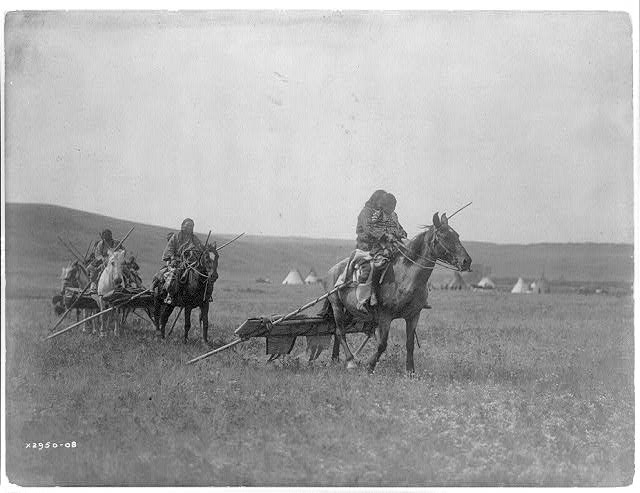
格羅斯文特人移动隊伍，帶上了印第安雪橇。

1884年，小洛矶山脉发现了黄金。矿工和矿业公司的压力迫使部落在1885年转让出部分山区。耶稣会士在1862年来到贝尔纳普堡，將格羅斯文特人轉為罗马天主教。1887年，圣保罗佈道會在小洛矶山脉的山脚下建立，靠近海斯。许多传统仪式隨著佈道會成立後經年累月消失了。儘管如此，兩枝神聖的笛子，羽毛笛和扁平笛，仍然是格羅斯文特人傳統精神信仰的核心。
1888年，这个地方成立了贝尔纳普堡印第安人保護區。通过1888年5月1日一项国会法案，黑脚人、格羅斯文特人和阿西尼博因部落割让17500000英亩的共同保護區，并同意居住在三个较小的保護區。这些是现在所講的黑脚联盟、佩克堡印第安人保護區和贝尔纳普堡印第安人保護區。贝尔纳普堡以William W.Belknap命名，他在那个时候是戰爭部長。

### 20世纪
到了1904年，阿特塞納人部落只剩余535個成員。自那以后，该部落已经恢复過來，有大幅度的人口增張。

### 21世纪
在2012年3月，有63頭美洲野牛从黄石国家公园移交到佩克堡印第安保護區的大草原，释放到波普勒以北25英里的2,100英亩的野生動物保護區內。还有许多其他在黄石以外的野牛群，但這是極少數基因純淨的野牛群之一，不與其他牛交配。美国原住民人慶祝這一舉動，这是野牛几乎被猎人和政府消灭之後的一個世紀。 在贝尔纳普堡印第安人保護區的阿西尼博因人和格羅斯文特人部落都将會收到这个牛群的一部分牛。

## 政府
历史上，格羅斯文特人有十二个独立的派系，各有一个酋長。 目前保護區政府有一个民选的理事会，其中包括四个官员，以及四个来自各个部落的成员。今天，该部落属于贝尔纳普堡印第安人社区，其宪法和法律于1935年被批准。部落理事会由六名民选的格羅斯文特成员和六个民选的阿西尼博因成员，以及三名獲任命的成員構成。

## 著名的格羅斯文特人
- Thersa Lamebull（英语：Thersa Lamebull） (約1896年–2007年)，流利的格羅斯文特语使用者
- George Horse-Capture（英语：George Horse-Capture） (1937年–2013年)、人类学家和作者
- 詹姆斯·韦尔奇（英语：James Welch (writer)） (1940年–2003年)，黑脚-格羅斯文特作者[12]
- 杰米·福克斯（英语：Jamie Fox (fiddler)），梅蒂斯提琴手（英语：Métis fiddle）

## 参見
- 美国原住民列表（英语：List of Native American peoples in the United States）

## 外部連結
- 贝尔纳普堡印第安人保護區，官方网站
- "Atsina" （页面存档备份，存于），刘易斯和克拉克， 国家地理杂志
- 贝尔纳普堡印第安人社区的文化遗产 （页面存档备份，存于）
- Sing an Owl Dance Song for George Chandler